# 田園交響曲 (佛漢·威廉士)
《田園交響曲》，是英國作曲家佛漢·威廉士的交響作品，創作於第一次世界大戰期間，首演日期為1922年1月16日，地點在倫敦。作曲家出版時，一如先前《大海交響曲》及《倫敦交響曲》般，最初出版時，只是以標題命名，後來經過整理後，才加上編號，成為他的第3號交響曲。

## 創作背景
第一次世界大戰期間，作曲家在一次聽到防空警號時，發覺所發出的音，並不是慣常聽到的純八度音程，而是一個七度，就因而觸動了他開始創作這樂曲的第一個靈感。這個靈感在第2樂章末段的小號華彩樂段中可以聽出來。
全曲的速度主要都是環繞在中速和慢速中，這是因為作曲家藉本曲對戰爭中所有亡者的一種紀念；同時，樂曲相對在較多的時間都維持在較安靜的音量中，營造出一份輓歌般的悽美氣氛。因此，作曲家所標示的《田園》，其實是指當亡者倒在大地上，正正便與大自然重新合而為一的意境，而非貝多芬的《田園交響曲》那種描繪大自然景色和聲音的演繹。

## 樂隊編制
- 木管樂器：3長笛（第3長笛兼任短笛）、2雙簧管、英國管、3單簧管（第3單簧管兼任低音單簧管）、2巴松管
- 銅管樂器：4圓號、3小號、3長號、大號
- 敲擊樂器：定音鼓、大鼓、鈸、三角鐵
- 鍵盤樂器：鋼片琴
- 絃樂器：第1小提琴、第2小提琴、中提琴、大提琴、低音提琴、豎琴
- 聲樂（只在第4樂章）：女高音獨唱

然而，在樂譜中，作曲家亦容許簡化部份編制，包括了第3長笛、第2雙簧管、第3單簧管、低音單簧管、第3小號、鋼片琴、女高音獨唱；當簡化編制後，第2長笛會兼奏短笛，而總譜及分譜上會標示所替代部份。

## 樂曲結構
全曲共分為四個樂章。
- 第1樂章：穩定的中速（molto Moderato），約10分鐘。
- 第2樂章：偏慢的中速（Lento moderato） - 莊嚴的中速（Moderato maestoso ）
- 第3樂章：沉重的中速（ Moderato pesante），約8-9分鐘。
- 第4樂章：緩板（lento）